# Max Eberl
Maximilian Michael Eberl (Bogen, 21 september 1973) is een Duits voormalig voetballer en huidig sportbestuurder. Sinds 2024 is hij technisch directeur van Bayern München. Eerder vervulde hij bij Borussia Mönchengladbach en Leipzig eenzelfde rol.